# Fort William (Ghana)
Pour les articles homonymes, voir Fort William.
Pour un article plus général, voir Forts de la côte ghanéenne.
Fort William, connu aussi sous le nom de Fort Anamabo, est un ancien comptoir colonial fortifié situé à Anomabu, dans la région centrale du Ghana. Avec plusieurs autres châteaux et forts au Ghana, Fort William est inscrit sur la liste du patrimoine mondial de l'UNESCO en 1979 en raison de son importance et de son témoignage sur la traite atlantique des esclaves.
Le fort est construit en 1753 par les Britanniques après avoir déjoué une tentative française d'établir un fort au même endroit. Deux forts antérieurs ont été édifiés sur le même site, l'un en 1640 par les Hollandais, l'autre en 1674 (Fort Charles) par les Anglais. Le fort Charles est abandonné en 1730 et détruit.

## Histoire

### Forts antérieurs
En 1640, les Néerlandais construisent le premier fort sous la forme d'un pavillon en pierre et en brique sous la direction du commandant Arent Jacobsz van der Graeff. En 1653, les Suédois s'emparent de la loge. En 1657, les forces danoises, guidés par Henry Caerlof qui vient de quitter la Compagnie suédoise d'Afrique, prennent le bâtiment. En 1659 ou 1660, les Néerlandais le reprennent. Lorsque la deuxième guerre anglo-néerlandaise se termine en 1667 avec le traité de Breda, les Anglais prennent possession d'Anomabo. En 1672 ou 1673, les Anglais y construisent Fort Charles, en le nommant d'après le roi Charles II d'Angleterre, à l'emplacement actuel de Fort William. Un ancien chef Anomabo, peut-être Eno ou Eno Besi, habite la loge hollandaise à cette époque et en fait son palais. Le fort anglais est quant à lui abandonné car ils se concentrent sur la construction du fort Carolusburg à Cape Coast.

### Repaire desTen Percenters
En 1698, la Royal African Company, compagnie maritime anglaise, licencie les capitaines de navires qui ne sont pas à son emploi moyennant le paiement d'une taxe d'affiliation de 10% pour leur permettre de commercer dans ses zones de monopole. Il s'est ensuivi un flot de marchands issu de cette taxe qu'on nomme les Ten Percenters et qui dépassent souvent le nombre des propres navires de la compagnie. Anomabu devient un repaire de Ten Percenters exportant un grand nombre d'esclaves.
En 1717, le directeur général néerlandais d'Elmina, Engelgraaf Roberts, citant un capitaine anglais sur les exportations de la traite des esclaves d'Anomabu, déclare : "De janvier 1702 à août 1708, ils emmenèrent à la Barbade et à la Jamaïque un total de pas moins de 30 141 esclaves et dans ce chiffre ne sont pas incluses les transactions effectuées pour d'autres navires naviguant vers des îles telles que Nevis, Montserrat, Saint-Christophe, pour la South Sea Company, la Nouvelle-Néerlande et d'autres qui augmentent considérablement le nombre ci-dessus, et dont Annemaboe seul pourrait fournir environ un tiers."  

### Fort William

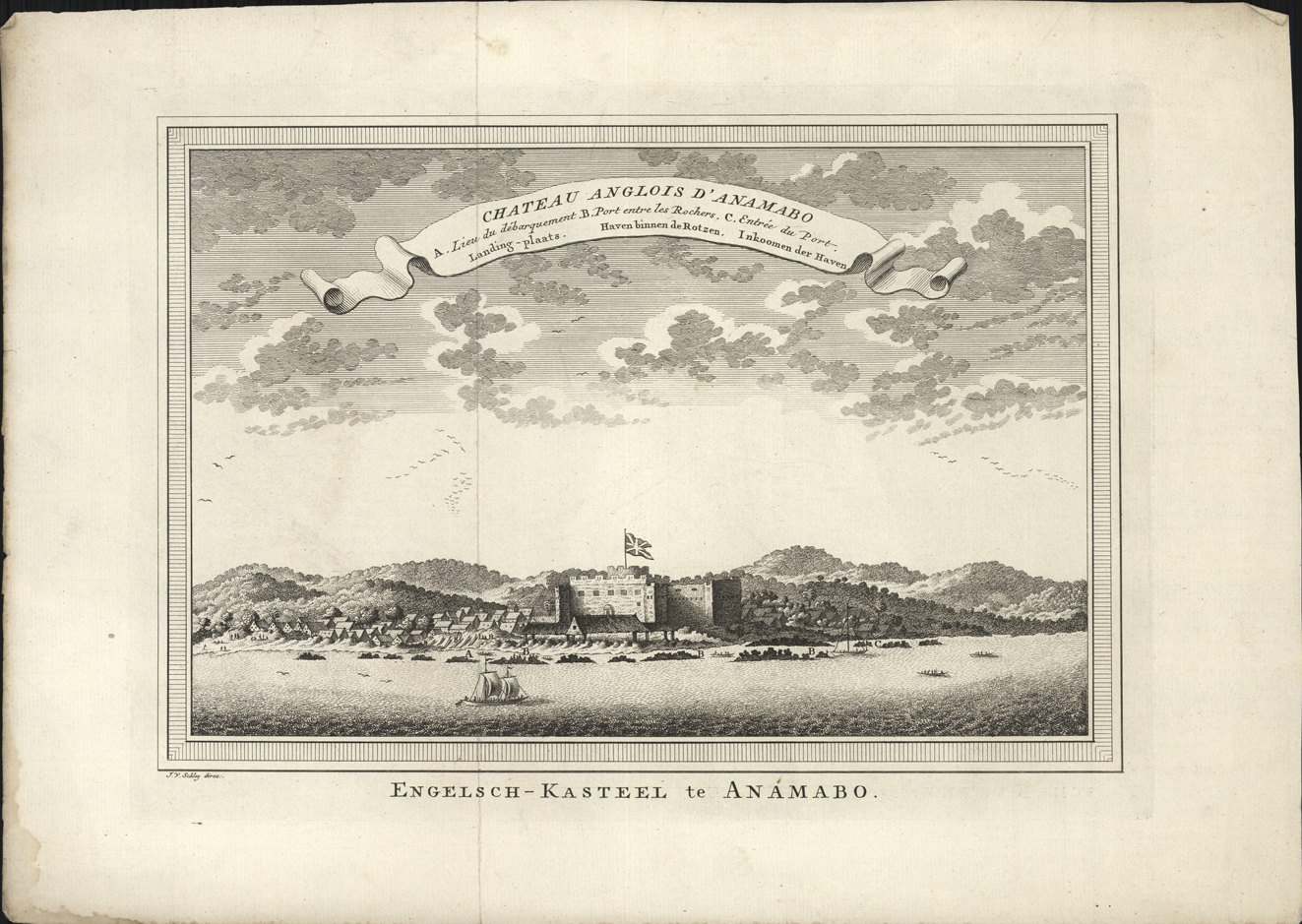
Le fort Anamabo au milieu du XVIIIe siècle.

En 1753, après avoir contrecarré une tentative française d'établir un fort à Anomabu, la Compagnie africaine des marchands (compagnie britannique successeur de la Royal African Company) commence la construction de Fort William, également connu sous le nom de château d'Anomabu, conçu par l'ingénieur militaire John Apperly, qui devient son premier gouverneur.

Après la mort d'Apperly en 1756, l'Irlandais Richard Brew prend la direction du fort et achève sa construction en 1760.

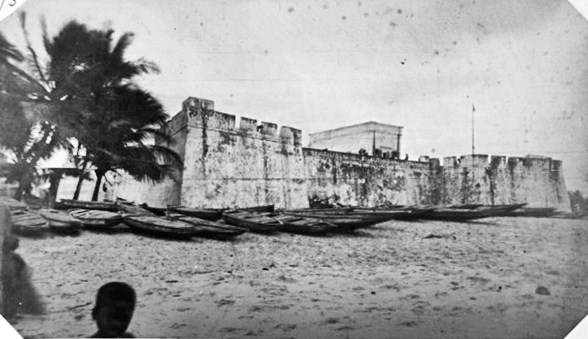
Fort-William – années 1890

Fort William est le centre de la traite négrière britanniques le long de la Côte de l'Or jusqu'à ce que la traite des esclaves soit interdite en 1807.
Au XIXe siècle, le fort est rebaptisé Fort William par son commandant de l'époque, Brodie Cruickshank, qui ajoute un étage au bâtiment principal à l'époque du roi Guillaume IV.

### Depuis l'indépendance du Ghana en 1957
En 1979, Fort William est inscrit sur la liste du patrimoine mondial de l'Unesco, avec 27 autres forts de la côte ghanéenne, sous le nom de « Forts et châteaux de Volta, d'Accra et ses environs, et des régions centrale et ouest ».
Anomabu est une destination touristique populaire. Les vestiges bien conservés de Fort William sont encore visibles.

## Galerie

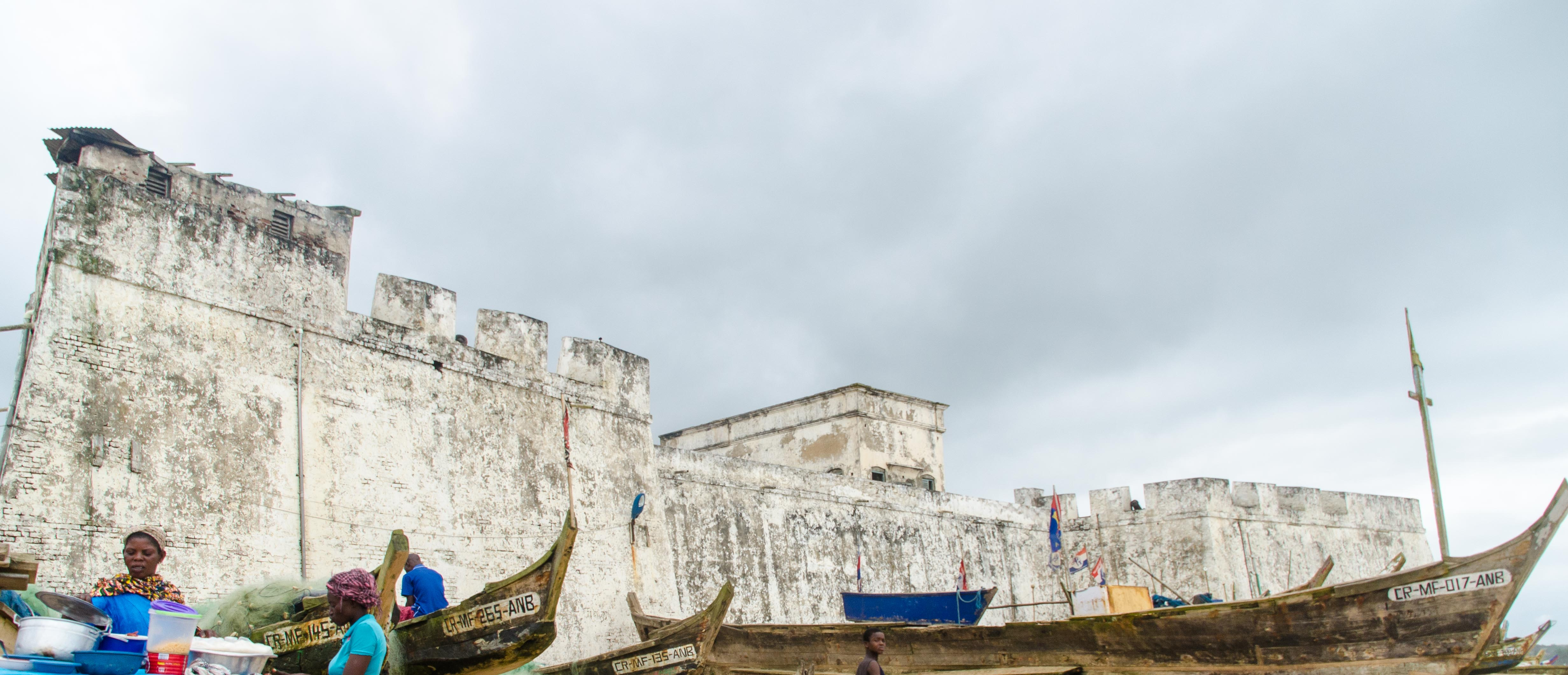
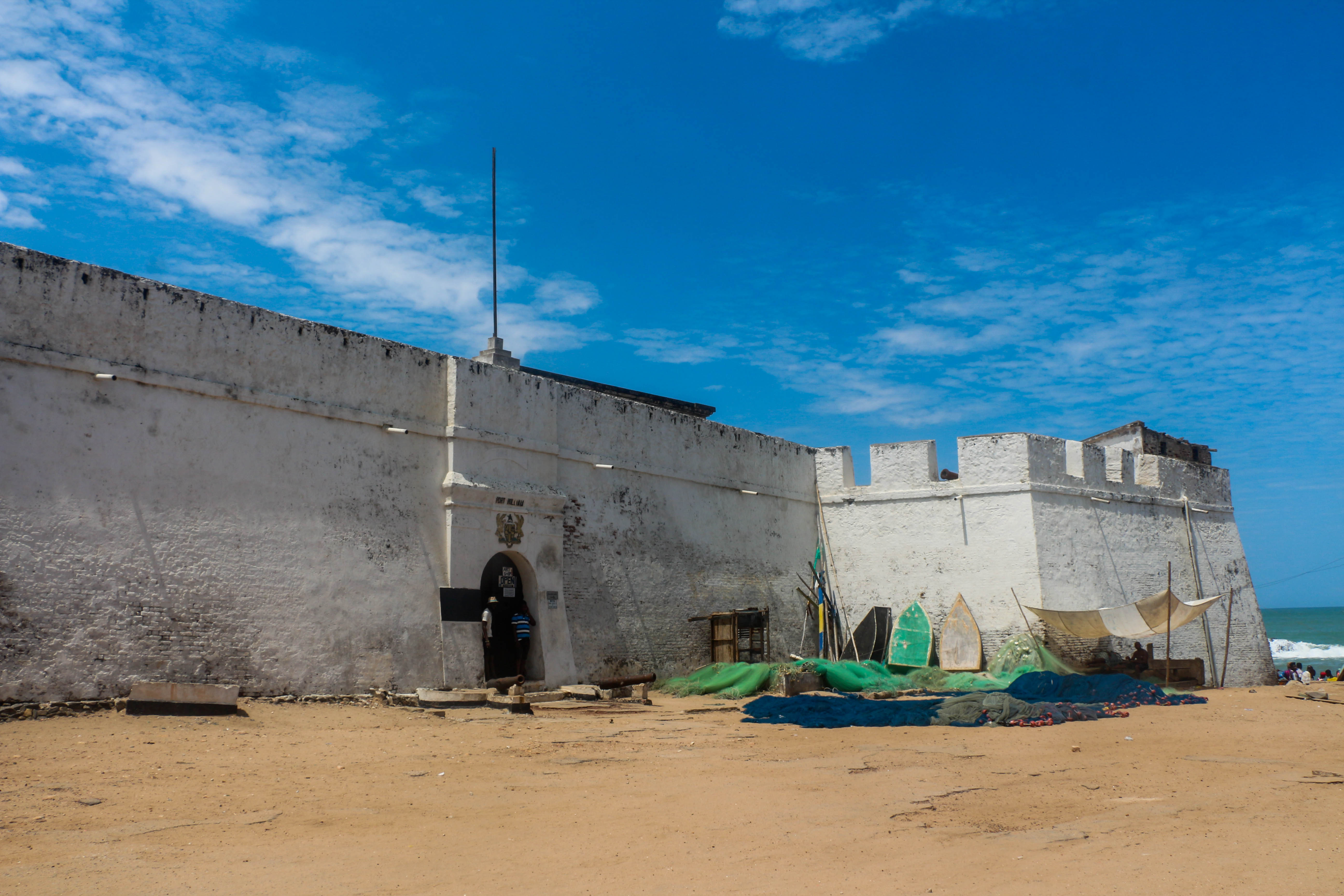
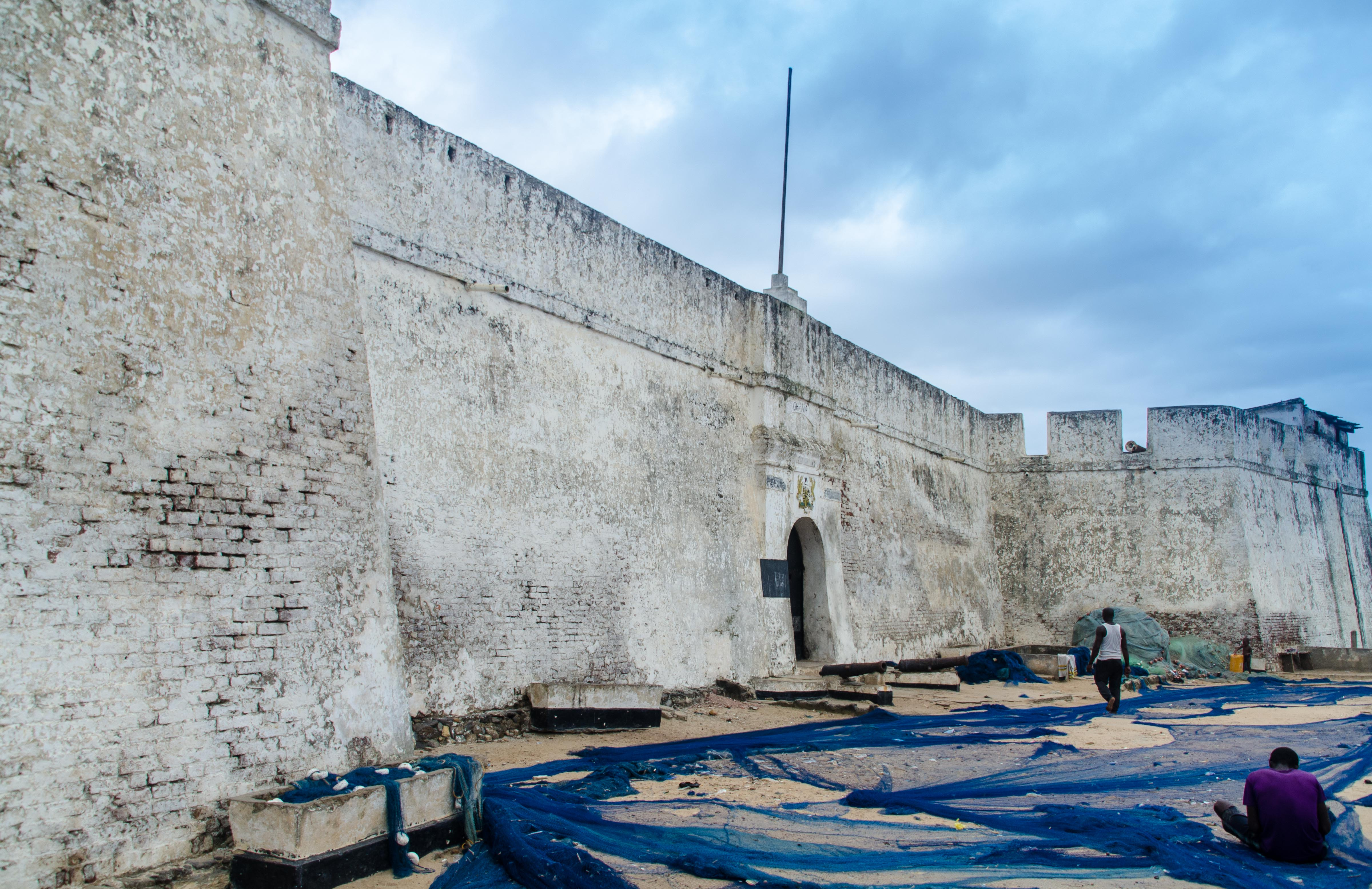
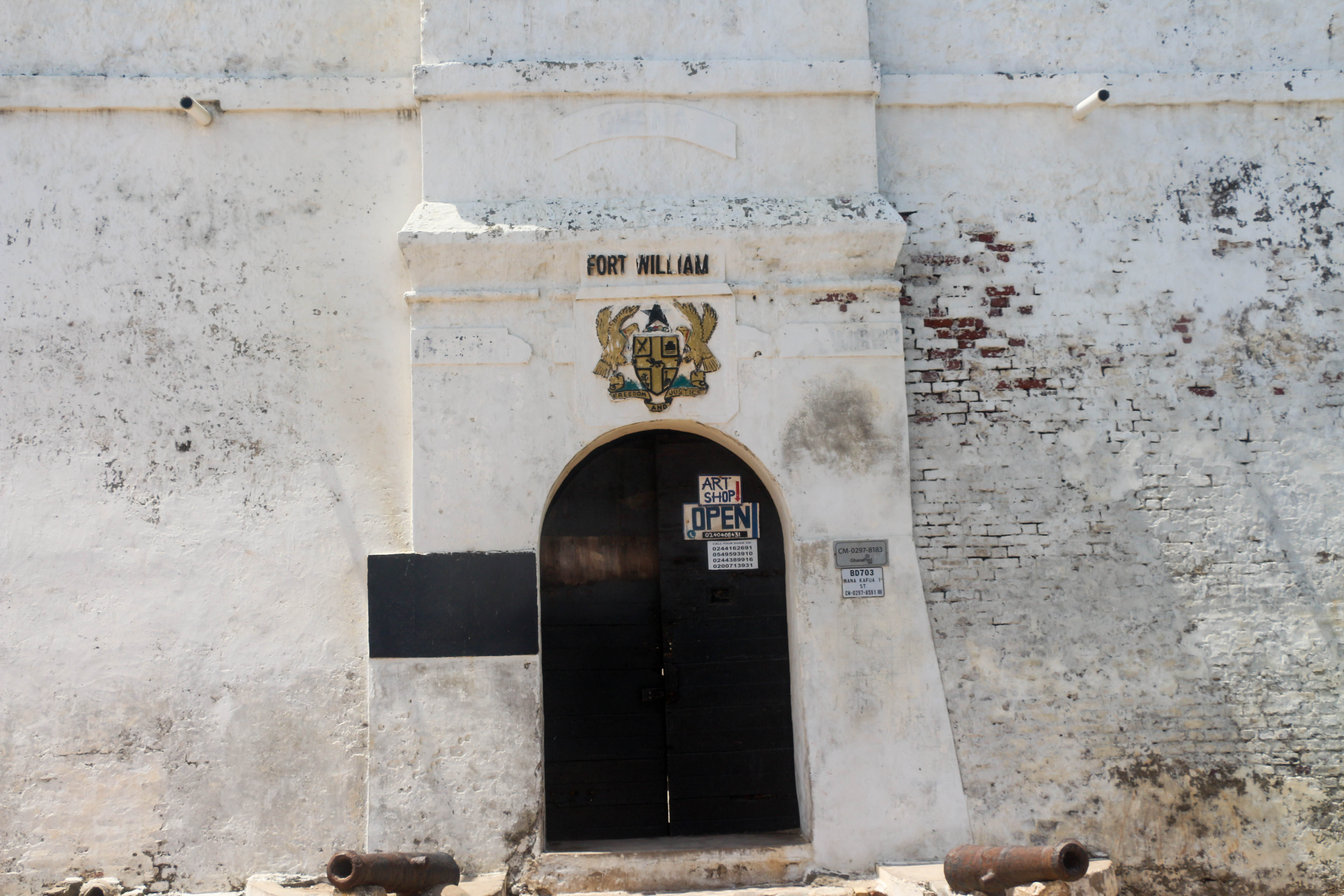
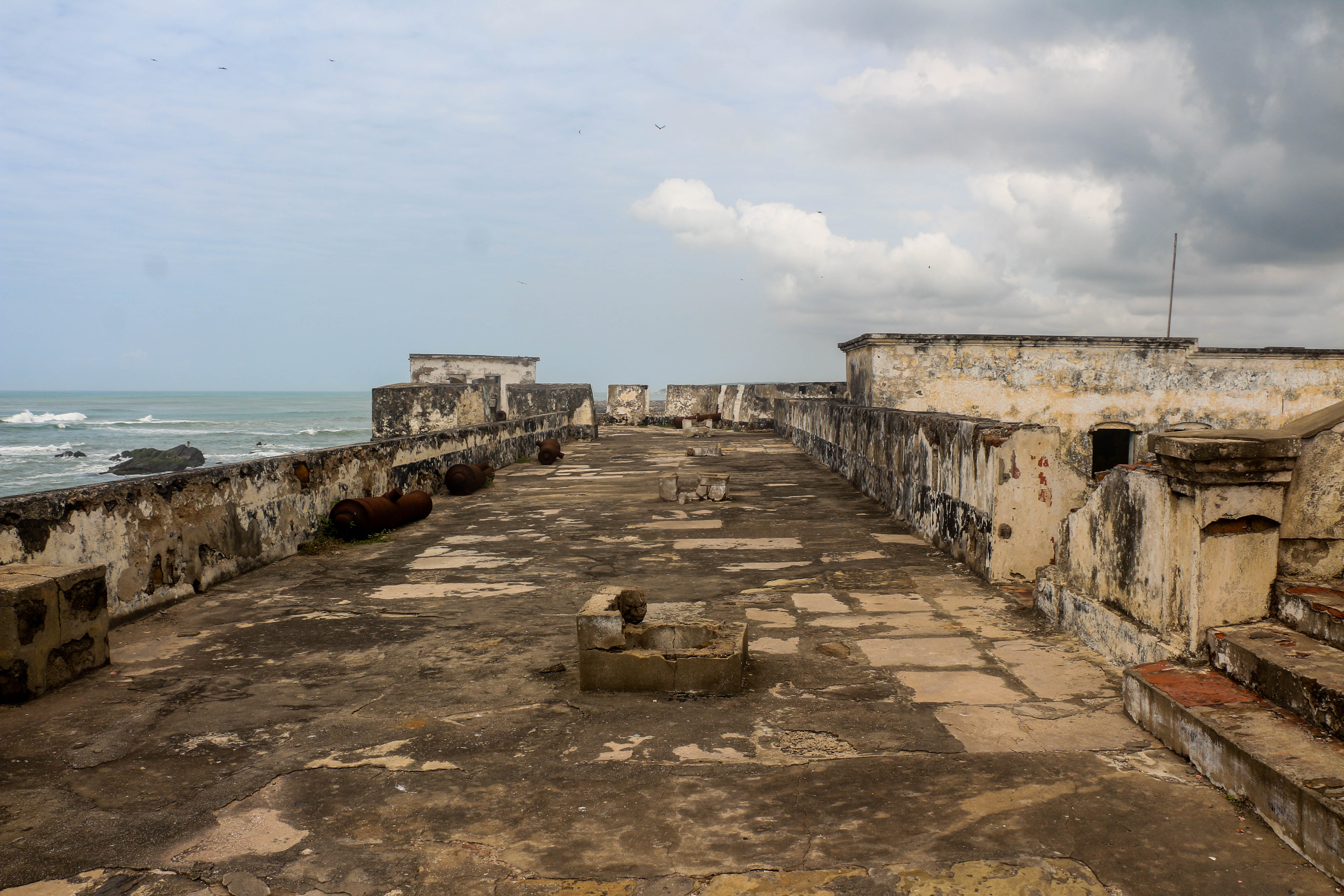
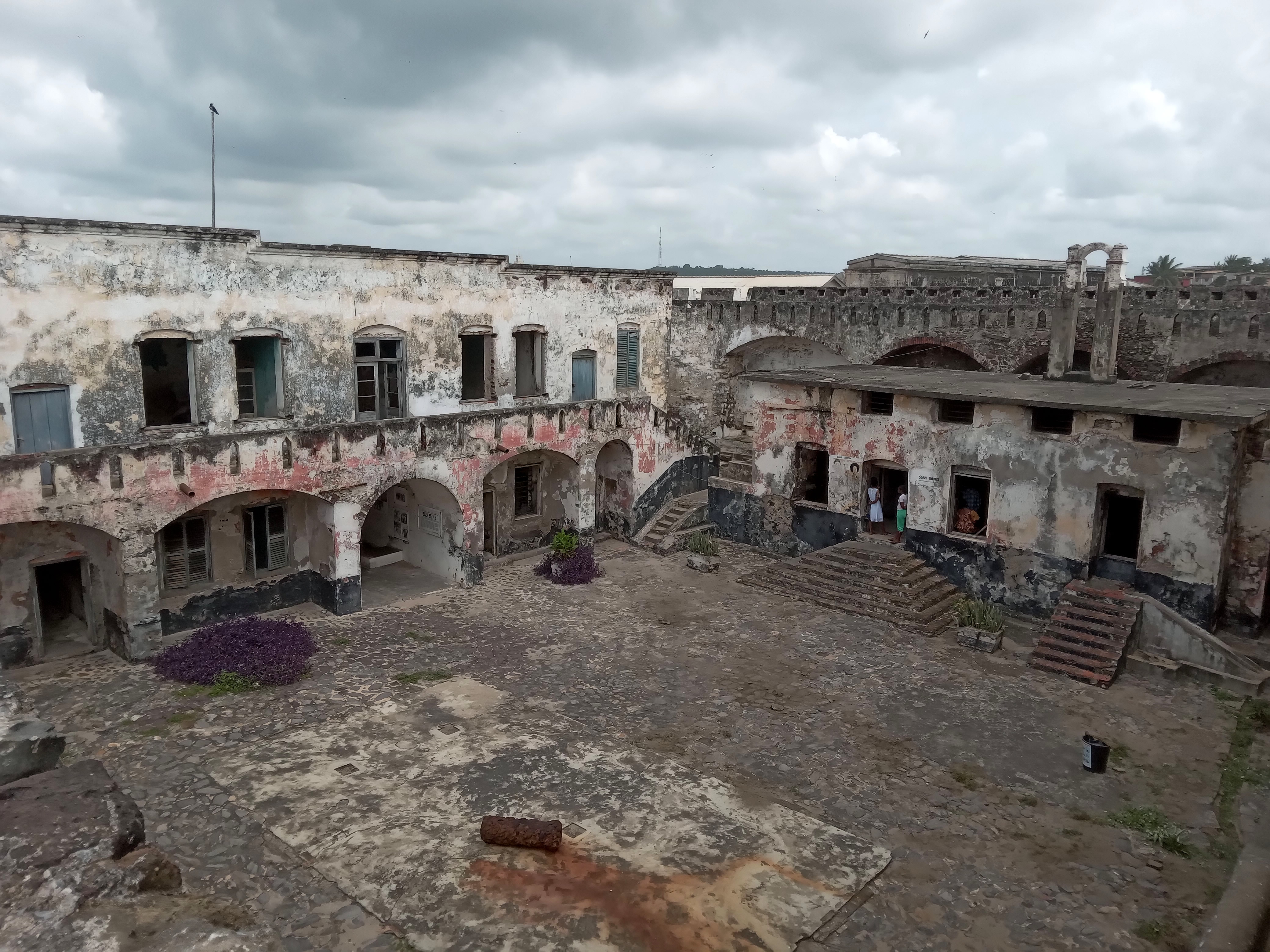
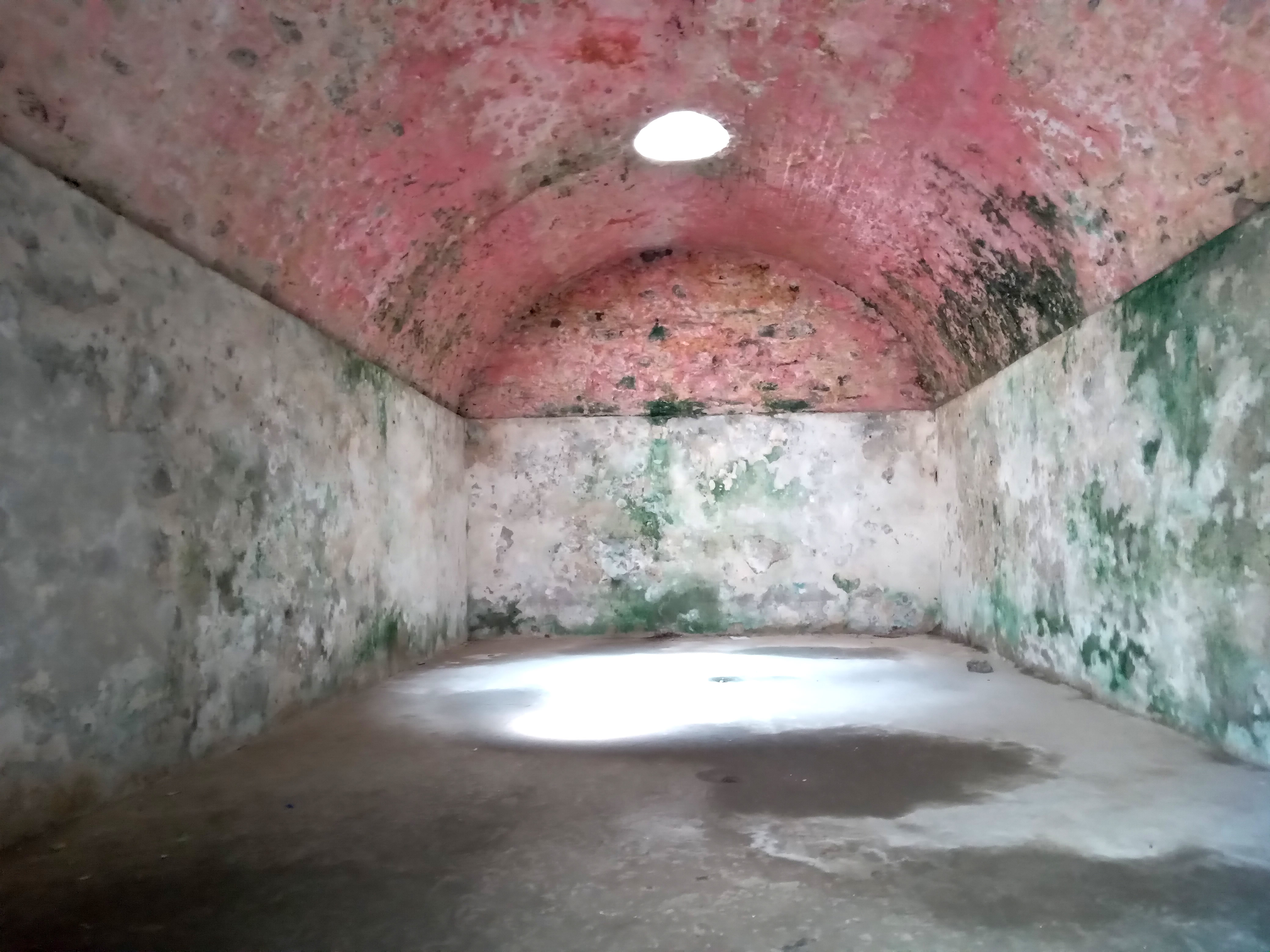

## Résidents et prisonniers notables
- Venture Smith
- William Ansah Sessarakoo